# Karl Böttcher (Kreisleiter)
Karl Friedrich Böttcher (* 28. November 1897 in Wimmelburg; † nach 1938) war ein deutscher Parteifunktionär (NSDAP). Er war Kreisleiter in Zeitz und in Querfurt.

## Leben
Böttcher war der Sohn des Beamten Otto Böttcher, wuchs im Mansfelder Land auf, erlernte den Beruf eines Technikers und nahm von 1914 bis 1918 am Ersten Weltkrieg teil. Danach wurde er in der Deutschvölkischen Freiheitsbewegung aktiv und trat zum 1. April 1930 der NSDAP bei (Mitgliedsnummer 218.752), für die er als politischer Leiter im Mansfelder Land wirkte. Im August 1929 übernahm er die Kreisleitung der NSDAP in Zeitz in der preußischen Provinz Sachsen, wo er an der „Machtergreifung“ der Nationalsozialisten 1933 unmittelbar beteiligt war. Wegen Vorgehens gegen ihn als „betrügerischen und moralisch verkommenen Kreisleiter“ in Zeitz kam es beispielsweise zu Verhaftungen.
Mit Wirkung vom 1. Januar 1939 wurde er auf Anweisung der Gauleiters von Halle-Merseburg Joachim Albrecht Eggeling als NSDAP-Kreisleiter in Querfurt eingesetzt.